# Cachoeira do Arari
Cachoeira do Arari é um município brasileiro do estado do Pará, localizado na Ilha do Marajó pertencente a região administrativa de Soure-Salvaterra, fundada em 1833 no contexto da então Província do Grão-Pará (1821-1889) pelo capitão-mor André Fernandes Gavinho.

## Toponomia
O termo "arari" é o nome de uma ave, conhecida por Arari-Canindé, que da o nome ao principal rio na ilha do Marajó, rio Arari, onde no leito existe um declive semelhante a uma cachoeira na ilha do Marajó (inicialmente chamada de Marinatambal).
, próximo ao qual o município de Cachoeira do Arari está localizada, na margem esquerda. Também "arari" é o nome de um cipó da família leguminosas papilonaceas encontrado na margem de uns rios.
A etimologia da palavra "Arari" é provavelmente de origem da língua tupi, com a seguinte interpretação: "arara – i", significando "arara pequena". Mas, o sufixo "i", também pode designar "água", assim a interpretação pode representar “rio das araras”. Localidade fundada pela fazenda do capitão-mor André Fernandes Gavinho.

## História
O município de Cachoeira do Arari, a então região do Arara–i morada dos Aruans/Neengaíbas na região indígena da ilha de Marinatambal (atual Marajó), originou-se da freguesia de Nossa Senhora da Conceição da Cachoeira, criada em 1747, que pertencia a Vila Nova de Marajó. Em 1833, foi renomeada para vila Cachoeira, considerado ano de fundação do município.
Por volta de 1700, os padres jesuítas chegaram na região moradia dos Aruans, onde edificaram em 1747 uma capela à margem esquerda do rio Ararí, próximo a uma cachoeira onde posteriormente o capitão-mor André Fernandes Gavinho edificou uma fazenda .

## Geografia
Localiza-se na região norte brasileira, a uma latitude 01º00'41" sul e longitude 48º57'48" oeste, na Região Geográfica Imediata de Soure-Salvaterra (na Região Geográfica Intermediária de Breves) na ilha de Marajó. Estando a uma altitude de 20 metros do nível do mar. O município possui uma população estimada em 22 449 mil habitantes distribuídos em 3 100,261 km² de extensão territorial.

## Cultura
O município abriga o Museu do Marajó, fundado em 1972 pelo padre italiano naturalizado brasileiro Giovanni Gallo, no galpão de uma antiga fábrica de óleo. Na cidade também viveu o escritor Dalcídio Jurandir a qual homenageou com o livro "Chove nos Campos de Cachoeira". Viveu o Major Luciano Lucas de Castro Frade, bisneto do Barão de Muaná, e o seu pai o coronel Emiliano Pereira da Silveira Frade,escritor de "Crônicas da minha terra".

## Educação
Quando o tema é Educação Básica, dentre os projetos do Plano de Desenvolvimento da Educação, vinculado ao Ministério da Educação, executado pelo INEP, Instituto Nacional de Estudos e Pesquisas Educacionais Anísio Teixeira, na Região Norte, Estado do Pará, as Escolas Públicas Urbanas estabelecidas no município de Cachoeira do Arari obtiveram os seguintes IDEB (Índice de Desenvolvimento da Educação Básica), em 2005, de um total de 1.177 avaliações, tendo sido vitoriosa a escola federal, em Belém, PA, Tenente Rego Barros (com 6,1), e ficado sem pontuação a escola estadual José Rodrigues Viana e a escola municipal José Afonso Viana:
| IDEB, município, escola e ranking estadual | IDEB, município, escola e ranking estadual | IDEB, município, escola e ranking estadual |
| ------------------------------------------ | ------------------------------------------ | ------------------------------------------ |
| Nota                                       | Escola                                     | Ranking                                    |
| 2,2                                        | Escola estadual Delgado Leão               | 1069º                                      |
| 2,0                                        | Escola municipal Adaltino Paraense         | 1127º                                      |

## Cidades irmãs
- Soure
- Salvaterra
- Ponta de Pedras